# 石川絵里
石川 絵里（いしかわ えり、1981年12月25日 - ）
は、神奈川県出身の元女優。血液型O型、身長165cm。旧芸名は川村 一穂（かわむら いちほ）。

## 来歴
以前はナチュラルエージェンシー、インターフレンドに所属していた。
2000年、社会問題になった映画『バトル・ロワイアル』の主要生徒・内海幸枝役で出演し注目される。
2001年、映画『0＆1』で初主演を飾る。
2002年以降は芸能活動を行っていない。『0＆1』の監督を務めた中田圭のTwitterには、「もう引退してるけど自分には今も大事な女優です。」とあることから現在は芸能活動を引退したと考えられる。

## 出演

### 映画
- 突破者太陽傳（2000年）　-　弓削の妹・優 役[4]
- バトル・ロワイアル（2000年） -　内海幸枝 役
- バトル・ロワイアル【特別篇】（2001年） - 内海幸枝 役
- 0＆1（2001年）　-　0 役（主演）

### オリジナルビデオ
- 愚連（ギャング）1
- 愚連（ギャング）2

### 舞台
- ラストダンス（2000年） - なつみ 役 ※SuperCoolプロデュース[5]